# Swing Time
Swing Time is een Amerikaanse muziekfilm uit 1936 onder regie van George Stevens. De film werd door verscheidene critici opgevat als de beste film qua dans met Fred Astaire, mede door vier dansroutines die allemaal worden beschouwd als meesterwerken. Zo won het liedje "The Way You Look Tonight" een Academy Award voor Beste Liedje.
Terwijl de film wordt befaamd om zijn liedjes en dansroutines, werd de film uit het oogpunt van de plot afgekraakt. Daarnaast werd er geloofd dat Ginger Rogers een affaire zou hebben met Stevens tijdens het maken van de film.
Er werd geloofd dat dit de eerste film is waarin het Astaire-Rogers koppel minder populair werd. De opbrengsten van de film waren laag. De band tussen het danskoppel leed hier sterk onder.

## Verhaal
John "Lucky" Garnett is een gokker die ook werkt als danser. Wanneer zijn vriend hem misleidt, komt hij te laat op zijn eigen bruiloft. De vader van zijn verloofde vergeeft hem dit niet en wil het huwelijk pas accepteren wanneer John $25.000 verdient om zijn vastberadenheid te bewijzen. John vertrekt naar New York om het geld te verdienen en ontmoet hier Penny, een danseres die lesgeeft op een muzikale school. Hij wordt onmiddellijk verliefd op haar. Wanneer hij zijn $25.000 heeft verdient, weet hij niet meer of hij wel met Margaret, zijn verloofde, wil trouwen, of dat hij liever wil huwen met Penny.

## Rolverdeling
| Acteur          | Personage                |
| --------------- | ------------------------ |
| Fred Astaire    | John "Lucky" Garnett     |
| Ginger Rogers   | Penelope 'Penny' Carroll |
| Betty Furness   | Margaret Watson          |
| Victor Moore    | Everett 'Pop' Cardetti   |
| Helen Broderick | Mabel Anderson           |